# Алтін Лала
Алтін Лала (алб. Altin Lala, нар. 18 листопада 1975, Кавая) — албанський футболіст, що грав на позиції півзахисника, зокрема за німецький «Ганновер 96» і національну збірну Албанії. По завершенні ігрової кар'єри — тренер.

## Клубна кар'єра
Народився 18 листопада 1975 року в місті Кавая. Вихованець клубної системи «Динамо» (Тирана).
У 1991 році у складі однієї з юнацьких збірних Албанії перебував на тренувальному зборі неподалік німецького Гамбурга. Разом із декількома товаришами по команді по завершенні зборів вирішив не повертатися на батьківщину, натомість попросивши притулку у Німеччині. Його прохання було задоволено, і він оселився у центрі для біженців у місті Фульда. Там він продовжив займатися футболом у школі місцевої команди «Боруссія» (Фульда).
Попри відсутність знання будь-якої мови крім албанської і необхідність спілкуватися на жестах продемонстрував прогрес і 1993 року був переведений до основної команди «Боруссії», що змагалася в Оберлізі Гессена. За три роки команда підвищилася в класі до німецької Регіоналліги, в якій молодий албанець вже був серед гравців основного складу.
1998 року уклав контракт з клубом «Ганновер 96», який саме здобув підвищення у класі до Другої Бундесліги. Швидко став ключовою фігурою у центрі поля ганноверської команди. У сезоні 2001/02 допоміг команді пробитися до Бундесліги, де провів наступні десять сезонів, захищаючи кольори «Ганновера».
Завершив ігрову кар'єру у другій команді мюнхенської «Баварії», за яку провів 2012 року декілька матчів у Регіоналлізі.

## Виступи за збірні
1998 року провів один матч у складі молодіжної збірної Албанії.
Того ж 1998 року дебютував в офіційних матчах у складі національної збірної Албанії. У березні 2003 року забив свій перший гол за національну команду, відзначившись у ворота збірної Росії у грі відбору на ЧС-2004 (перемога 3:1). Загалом протягом кар'єри у національній команді, яка тривала 14 років, провів у її формі 79 матчів, забивши 3 голи. На момент завершення кар'єри за кількістю матчів за албанську збірну поступався лише Лоріку Цані.

## Кар'єра тренера
Розпочав тренерську кар'єру невдовзі по завершенні кар'єри гравця, 2014 року, ставши головним тренером юнацької збірної Албанія U-19. Паралельно входив до тренерського штабу основної збірної країни.
| Дата       | Місто                       | Господарі            | Результат | Гості              | Турнір               | Голи | Примітки |
| ---------- | --------------------------- | -------------------- | --------- | ------------------ | -------------------- | ---- | -------- |
| 21-1-1998  | Анталія                     | Туреччина            | 1 – 4     | Албанія            | товариський матч     | -    | 46'      |
| 6-2-1998   | Та-Калі                     | Мальта               | 1 – 1     | Албанія            | Турнір Rothmans 1998 | -    |          |
| 8-2-1998   | Та-Калі                     | Албанія              | 0 – 3     | Грузія             | Турнір Rothmans 1998 | -    |          |
| 10-2-1998  | Та-Калі                     | Албанія              | 2 – 2     | Латвія             | Турнір Rothmans 1998 | -    |          |
| 19-8-1998  | Нікосія                     | Кіпр                 | 3 – 2     | Албанія            | товариський матч     | -    |          |
| 5-9-1998   | Тбілісі                     | Грузія               | 1 – 0     | Албанія            | Відбір до ЧЄ 2000    | -    | 57'      |
| 14-10-1998 | Осло                        | Норвегія             | 2 – 2     | Албанія            | Відбір до ЧЄ 2000    | -    | 81'      |
| 28-4-1999  | Рига                        | Латвія               | 0 – 0     | Албанія            | Відбір до ЧЄ 2000    | -    |          |
| 5-6-1999   | Тирана                      | Албанія              | 1 – 2     | Норвегія           | Відбір до ЧЄ 2000    | -    |          |
| 9-6-1999   | Тирана                      | Албанія              | 0 – 1     | Словенія           | Відбір до ЧЄ 2000    | -    |          |
| 4-9-1999   | Тирана                      | Албанія              | 3 – 3     | Латвія             | Відбір до ЧЄ 2000    | -    |          |
| 6-10-1999  | Марусі                      | Греція               | 2 – 0     | Албанія            | Відбір до ЧЄ 2000    | -    |          |
| 9-10-1999  | Тирана                      | Албанія              | 2 – 1     | Грузія             | Відбір до ЧЄ 2000    | -    |          |
| 26-4-2000  | Прилеп (Північна Македонія) | Північна Македонія   | 1 – 0     | Албанія            | товариський матч     | -    | 46'      |
| 2-9-2000   | Гельсінкі                   | Фінляндія            | 2 – 1     | Албанія            | Відбір до ЧС 2002    | -    |          |
| 15-11-2000 | Тирана                      | Албанія              | 3 – 0     | Мальта             | товариський матч     | -    | 46'      |
| 24-3-2001  | Леверкузен                  | Німеччина            | 2 – 1     | Албанія            | Відбір до ЧС 2002    | -    |          |
| 28-3-2001  | Тирана                      | Албанія              | 1 – 3     | Англія             | Відбір до ЧС 2002    | -    | 41'      |
| 25-4-2001  | Газіантеп                   | Туреччина            | 0 – 2     | Албанія            | товариський матч     | -    |          |
| 2-6-2001   | Іракліон                    | Греція               | 1 – 0     | Албанія            | Відбір до ЧС 2002    | -    |          |
| 6-6-2001   | Тирана                      | Албанія              | 0 – 2     | Німеччина          | Відбір до ЧС 2002    | -    |          |
| 1-9-2001   | Тирана                      | Албанія              | 0 – 2     | Фінляндія          | Відбір до ЧС 2002    | -    | 47'      |
| 13-2-2002  | Есперанж (комуна)           | Люксембург           | 0 – 0     | Албанія            | товариський матч     | -    |          |
| 27-3-2002  | Тирана                      | Албанія              | 1 – 0     | Азербайджан        | товариський матч     | -    | 88'      |
| 17-4-2002  | Андорра-ла-Велья            | Андорра              | 2 – 0     | Албанія            | товариський матч     | -    |          |
| 12-10-2002 | Тирана                      | Албанія              | 1 – 1     | Швейцарія          | Відбір до ЧЄ 2004    | -    |          |
| 16-10-2002 | Волгоград                   | Росія                | 4 – 1     | Албанія            | Відбір до ЧЄ 2004    | -    |          |
| 29-3-2003  | Шкодер (місто)              | Албанія              | 3 – 1     | Росія              | Відбір до ЧЄ 2004    | 1    |          |
| 2-4-2003   | Тирана                      | Албанія              | 0 – 0     | Ірландія           | Відбір до ЧЄ 2004    | -    |          |
| 30-4-2003  | Софія (місто)               | Болгарія             | 2 – 0     | Албанія            | товариський матч     | -    | 46'      |
| 7-6-2003   | Дублін                      | Ірландія             | 2 – 1     | Албанія            | Відбір до ЧЄ 2004    | -    | 25'      |
| 11-6-2003  | Лансі                       | Швейцарія            | 3 – 2     | Албанія            | Відбір до ЧЄ 2004    | 1    | 44'      |
| 31-3-2004  | Тирана                      | Албанія              | 2 – 1     | Ісландія           | товариський матч     | -    | 46'      |
| 28-4-2004  | Таллінн                     | Естонія              | 1 – 1     | Албанія            | товариський матч     | -    | 46'      |
| 18-8-2004  | Лімасол                     | Кіпр                 | 2 – 1     | Албанія            | товариський матч     | -    | 90'      |
| 4-9-2004   | Тирана                      | Албанія              | 2 – 1     | Греція             | Відбір до ЧС 2006    | -    |          |
| 8-9-2004   | Тбілісі                     | Грузія               | 2 – 0     | Албанія            | Відбір до ЧС 2006    | -    |          |
| 9-10-2004  | Тирана                      | Албанія              | 0 – 2     | Данія              | Відбір до ЧС 2006    | -    |          |
| 13-10-2004 | Алмати                      | Казахстан            | 0 – 1     | Албанія            | Відбір до ЧС 2006    | -    | 83'      |
| 9-2-2005   | Тирана                      | Албанія              | 0 – 2     | Україна            | Відбір до ЧС 2006    | -    |          |
| 26-3-2005  | Стамбул                     | Туреччина            | 2 – 0     | Албанія            | Відбір до ЧС 2006    | -    |          |
| 30-3-2005  | Пірей                       | Греція               | 2 – 0     | Албанія            | Відбір до ЧС 2006    | -    | 28'      |
| 29-5-2005  | Щецин                       | Польща               | 1 – 0     | Албанія            | товариський матч     | -    | кап.     |
| 8-6-2005   | Копенгаген                  | Данія                | 3 – 1     | Албанія            | Відбір до ЧС 2006    | -    |          |
| 17-8-2005  | Тирана                      | Албанія              | 2 – 1     | Азербайджан        | товариський матч     | -    | 46'      |
| 3-9-2005   | Тирана                      | Албанія              | 2 – 1     | Казахстан          | Відбір до ЧС 2006    | -    | 92'      |
| 8-10-2005  | Дніпро (місто)              | Україна              | 2 – 2     | Албанія            | Відбір до ЧС 2006    | -    |          |
| 12-10-2005 | Тирана                      | Албанія              | 0 – 1     | Туреччина          | Відбір до ЧС 2006    | -    | 32'      |
| 1-3-2006   | Тирана                      | Албанія              | 1 – 2     | Литва              | товариський матч     | -    |          |
| 22-3-2006  | Тирана                      | Албанія              | 0 – 0     | Грузія             | товариський матч     | -    | кап.     |
| 16-8-2006  | Серравалле                  | Сан-Марино           | 0 – 3     | Албанія            | товариський матч     | 1    | 46'      |
| 2-9-2006   | Мінськ                      | Білорусь             | 2 – 2     | Албанія            | Відбір до ЧЄ 2008    | -    | 83'      |
| 6-9-2006   | Тирана                      | Албанія              | 0 – 2     | Румунія            | Відбір до ЧЄ 2008    | -    | 75'      |
| 11-10-2006 | Амстердам                   | Нідерланди           | 2 – 1     | Албанія            | Відбір до ЧЄ 2008    | -    | 45' 46'  |
| 7-2-2007   | Шкодер (місто)              | Албанія              | 0 – 1     | Північна Македонія | товариський матч     | -    | 46'      |
| 24-3-2007  | Шкодер (місто)              | Албанія              | 0 – 0     | Словенія           | Відбір до ЧЄ 2008    | -    | кап.     |
| 28-3-2007  | Софія (місто)               | Болгарія             | 0 – 0     | Албанія            | Відбір до ЧЄ 2008    | -    |          |
| 22-8-2007  | Тирана                      | Албанія              | 3 – 0     | Мальта             | товариський матч     | -    | 46'      |
| 12-9-2007  | Тирана                      | Албанія              | 0 – 1     | Нідерланди         | Відбір до ЧЄ 2008    | -    | кап.     |
| 13-10-2007 | Целє (місто)                | Словенія             | 0 – 0     | Албанія            | Відбір до ЧЄ 2008    | -    |          |
| 17-10-2007 | Тирана                      | Албанія              | 1 – 1     | Болгарія           | Відбір до ЧЄ 2008    | -    | кап.     |
| 17-11-2007 | Тирана                      | Албанія              | 2 – 4     | Білорусь           | Відбір до ЧЄ 2008    | -    | кап. 75' |
| 21-11-2007 | Бухарест                    | Румунія              | 6 – 1     | Албанія            | Відбір до ЧЄ 2008    | -    | кап.     |
| 27-5-2008  | Ройтлінген                  | Албанія              | 0 – 1     | Польща             | товариський матч     | -    | кап. 71' |
| 20-8-2008  | Тирана                      | Албанія              | 2 – 0     | Ліхтенштейн        | товариський матч     | -    | кап. 46' |
| 6-9-2008   | Тирана                      | Албанія              | 0 – 0     | Швеція             | Відбір до ЧС 2010    | -    | кап.     |
| 10-9-2008  | Тирана                      | Албанія              | 3 – 0     | Мальта             | Відбір до ЧС 2010    | -    | кап.     |
| 11-10-2008 | Будапешт                    | Угорщина             | 2 – 0     | Албанія            | Відбір до ЧС 2010    | -    | кап.     |
| 15-10-2008 | Брага (Португалія)          | Португалія           | 0 – 0     | Албанія            | Відбір до ЧС 2010    | -    | кап. 40' |
| 28-3-2009  | Тирана                      | Албанія              | 0 – 1     | Угорщина           | Відбір до ЧС 2010    | -    | кап.     |
| 3-3-2010   | Тирана                      | Албанія              | 1 – 0     | Північна Ірландія  | товариський матч     | -    | кап. 63' |
| 17-11-2010 | Корча                       | Албанія              | 0 – 0     | Північна Македонія | товариський матч     | -    | кап.     |
| 9-2-2011   | Тирана                      | Албанія              | 1 – 2     | Словенія           | товариський матч     | -    | 56' кап. |
| 26-3-2011  | Тирана                      | Албанія              | 1 – 0     | Білорусь           | Відбір до ЧЄ 2012    | -    | кап. 18' |
| 7-6-2011   | Зениця                      | Боснія і Герцеговина | 2 – 0     | Албанія            | Відбір до ЧЄ 2012    | -    | кап. 73' |
| 10-8-2011  | Шкодер (місто)              | Албанія              | 3 – 2     | Чорногорія         | товариський матч     | -    | кап. 59' |
| 2-9-2011   | Тирана                      | Албанія              | 1 – 2     | Франція            | Відбір до ЧЄ 2012    | -    | 24'      |
| 6-9-2011   | Люксембург                  | Люксембург           | 2 – 1     | Албанія            | Відбір до ЧЄ 2012    | -    | кап. 50' |
| 11-10-2011 | Тирана                      | Албанія              | 1 – 1     | Румунія            | Відбір до ЧЄ 2012    | -    | кап.     |
| Усього     |                             | Матчів (2 місце)     | 79        |                    | Голів                | 3    |          |